# Polittico dell'Assunta
Il polittico dell'Assunta era un polittico a olio su tavola (i due angeli laterali sono a tempera grassa verniciata) del Moretto, databile al 1529-1530. Conservato originariamente nella basilica di Santa Maria degli Angeli di Gardone Val Trompia, in provincia di Brescia, viene smembrato nel 1805 e i pannelli sono oggi dispersi in diverse sedi: quattro sono nella Pinacoteca di Brera a Milano, due al Museo del Louvre di Parigi e due in collezione privata a Brescia. La cornice lignea, invece, è ancora custodita nella chiesa.
L'opera fa parte della produzione artistica matura del Moretto: vi si osserva maggiore attenzione nella resa di ombre e dettagli, mentre i personaggi sono molto più espressivi, immersi in un atteggiamento contemplativo e distaccato non rilevabile in lavori precedenti. Il polittico può infatti essere considerato la prima delle opere "contemplative" del Moretto, prodotte negli anni successivi durante la piena maturità del pittore.

## Storia
L'opera si trovava originariamente nella basilica di Santa Maria degli Angeli di Gardone Val Trompia, in provincia di Brescia. Viene realizzato probabilmente nel 1529-1530, date ottenute attraverso testimonianze indirette: la cornice lignea viene infatti attribuita all'intagliatore Clemente Zamara, documentato a Gardone tra il 1527 e il 1528. In un documento del 1528, oltretutto, si cita il pagamento da poco avvenuto di un'ancona lignea da parte del convento, verosimilmente quella realizzata per l'opera del Moretto. I pannelli rimangono al loro posto fino al 1805 quando, in seguito alle spoliazioni operate dai francesi dopo la secolarizzazione degli ordini religiosi del 1803, vengono staccati e inviati alla Pinacoteca di Brera di Milano.
L'operazione viene supervisionata dal pittore Paolo Rossini, che sull'atto di trasferimento delle casse scrive: "Quadri tutti provenienti da Gardone e dipinti tutti sopra Tavole e bene mantenuti e salvo le minute grezzadure facile a perfettamente rimediarvi, e renderli come novi, sono dipinti della più buona maniera del Moretto". I sei dipinti principali sono minuziosamente descritti ai numeri 49, 50, 51, 52, 53 e 54 nell'Elenco dei quadri, ed altri oggetti d'Arte procedenti dalle corporazioni di questo dipartimento spediti alla Direzione Generale del Demanio e Diritti Uniti di Milano in data 19 febbraio 1808. Nel 1812 la pinacoteca scambia i pannelli con i Santi Bonaventura e Antonio da Padova e i Santi Bernardino da Siena e Ludovico da Tolosa, assieme a un dipinto del Boltraffio, uno di Marco d'Oggiono e una tavola del Carpaccio, con il Museo del Louvre, ricevendo in cambio due tele di Van Dyck, una di Rubens, una di Jordaens e un Rembrandt.
I due piccoli angeli, dipinti sulle volute laterali di coronamento, rimangono invece aggregati alla cornice lignea, che ancora vede Falsina nel 1930 permettendogli di comporre una ricostruzione grafica del polittico originario, sovrapponendo ai vuoti le immagini dei dipinti che li occupavano e ottenendo l'immagine visibile a lato. Negli anni successivi il tutto scompare: i due angeli vengono recuperati nel 1946 sopra un armadio della sagrestia e acquistati prima del 1972 per una collezione privata, dove si trovano ancora oggi. La cornice, anch'essa ritrovata in seguito, si trova ancora oggi nella chiesa di Santa Maria degli Angeli a Gardone, ovviamente privata di tutti i pannelli, delle due volute e anche del coronamento superiore, in origine composto da due angeli a mezzo busto e da un intaglio decorativo centrale a cartoccio, probabilmente rubati.

## Descrizione

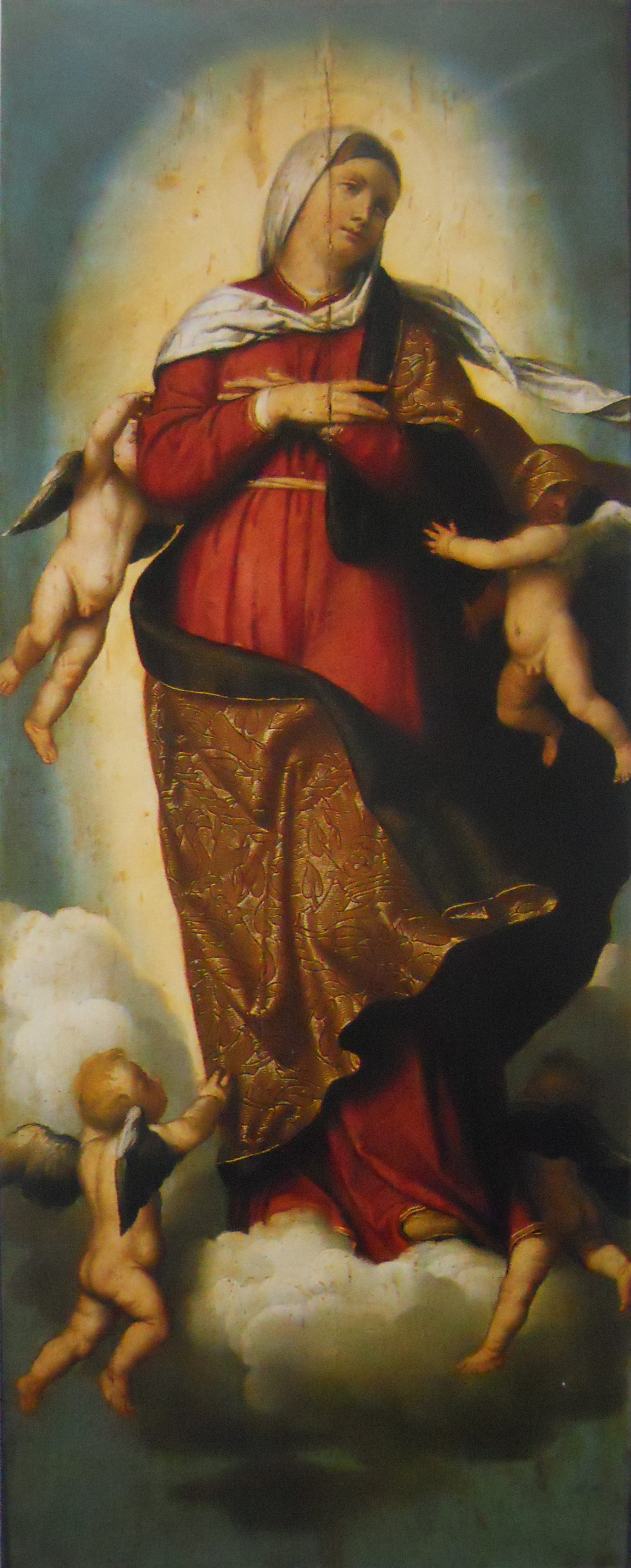
LAssunta

Il polittico era organizzato su due ordini recanti tre pannelli ciascuno, quattro laterali e due centrali. Il pannello centrale superiore, emergente dalla cornice, era quello dell'Assunta, raffigurata eretta sulle nuvole con le mani sul petto e tre angeli attorno, circondata da una forte luce. A sinistra si trovava il pannello con i Santi Girolamo e Paolo, mentre a destra quello con le Sante Caterina e Chiara. I santi non sono in adorazione verso l'Assunta centrale, benché siano rivolti nella sua direzione, ma sono raffigurati in varie posture: san Paolo sta leggendo il libro delle sue lettere, mentre san Girolamo reca un lungo papiro, la sua Vulgata, ma seguendo la direzione dei suoi occhi si capisce che sta leggendo il libro retto da Paolo. Sull'altro lato, santa Chiara regge un ostensorio, legato a un episodio della sua vita, mentre santa Caterina d'Alessandria si appoggia sulla spada del suo martirio. Anche in questo caso, le due figure non sono rivolte verso l'Assunta ma si guardano reciprocamente negli occhi.
Al livello inferiore si trovava un'impostazione abbastanza simile, con un'unica figura centrale affiancata da due pannelli dove sono dipinti altri quattro santi: a sinistra si trovavano i Santi Bonaventura e Antonio da Padova, a sinistra i Santi Bernardino da Siena e Ludovico da Tolosa e al centro San Francesco d'Assisi. Analogamente ai pannelli superiori, i santi non sono raffiguranti in atteggiamento di adorazione, bensì san Bonaventura è rivolto all'osservatore esterno, sant'Antonio da Padova legge un testo, così come san Ludovico da Tolosa. San Bernardino da Siena, reggente un tondo con il trigramma IHS, è l'unico rivolto verso la scena centrale, dove è posto san Francesco d'Assisi.
A parte il pannello con l'Assunta, i tre dipinti inferiori sono gli unici a presentare uno sfondo, un paesaggio collinare unitario convergente verso San Francesco d'Assisi sovrastato da un cielo azzurro con nuvole. Un minimo accenno a uno sfondo si rileva anche nel pannello delle Sante Caterina e Chiara, dove si scorgono alcune nuvole. Tutte le figure del polittico sono adornate da ampie vesti colorate, anche molto ricche per san Bonaventura, san Ludovico da Tolosa e l'Assunta. Come raccordo tra il pannello superiore emergente e il resto della cornice, più basso, erano poste le due tavole sagomate, in funzione di volute, raffiguranti due angeli in atteggiamento di adorazione verso la Madonna, bordate da un ricco intaglio ligneo dorato.
La decorazione pittorica sulla cornice lignea, comunque, non sembra suggerire in alcun modo l'intervento del Moretto, comprendendo decorazioni a motivi vegetali ad arabesco molto stilizzati sulle lesene e sulla predella di base, divisa in tre settori dai piedistalli delle stesse lesene. Il settore centrale, fra l'altro, conteneva un'ultima tavoletta raffigurante San Francesco stigmatizzato, poi trafugata. I due piccoli piedistalli immediatamente ai lati sono decorati da due figure francescane, così come i piedistalli delle quattro lesene superiori. Una scritta corre sulle tre trabeazioni, celebrando l'Assunzione di Maria con le parole «ASSVNMPTA EST MARIA IN CELVM / GAVDENT ANGELI LAVDANTES BENEDICV(N)T DO(MI)N(VM)».

## Stile

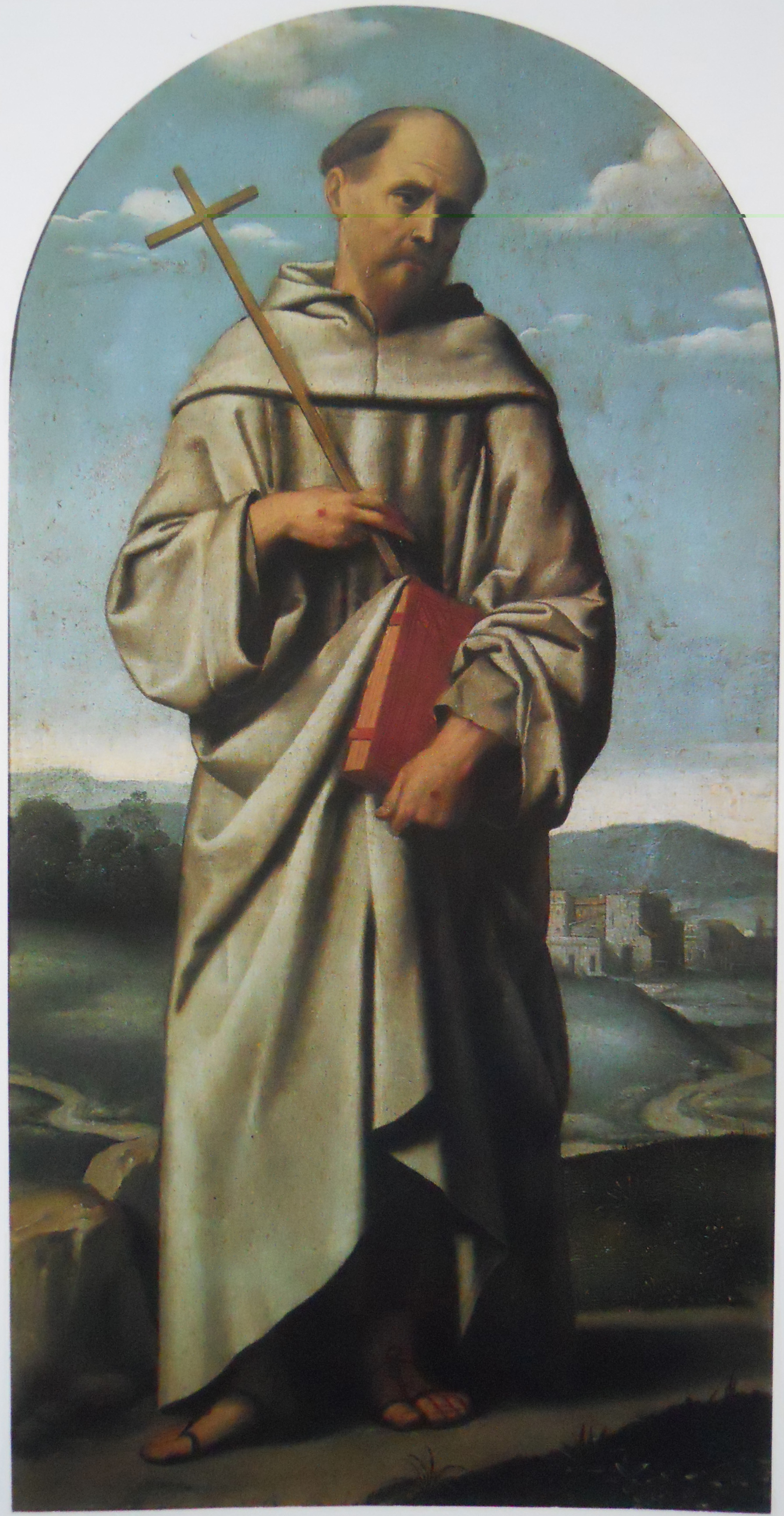
San Francesco d'Assisi

Un primo approccio critico di rilievo viene condotto da Pietro Da Ponte nel 1898, che redige al riguardo alcune scarne annotazioni, quasi in forma di appunti, nei quali analizza i colori utilizzati nelle vesti e nei volti e avanza ipotesi di influenza da Tiziano. Non vede comunque i due pannelli inferiori, a quel tempo già al Louvre. Dopo di lui, il secondo ad occuparsi del polittico smembrato è Adolfo Venturi nel 1929 che, pur nemmeno lui osservando direttamente i dipinti al Louvre, accosta lo stile di quest'opera alla Pala di Sant'Eufemia della chiesa di Sant'Afra a Brescia, oggi nella Pinacoteca Tosio Martinengo, notandovi "una osservazione sempre più attenta degli effetti di luce, la morbidezza cresciuta dei panni, come di soffice felpa". Nel 1930, invece, Falsina colloca l'opera al 1545, riconoscendovi una maniera più tarda. Nel saggio del Falsina viene anche approntata la ricostruzione grafica del polittico prima citata, sovrapponendo alla fotografia della cornice vuota le immagini dei pannelli dispersi.
Sbaglia invece György Gombosi nel 1943, che quasi incomprensibilmente vede i tre pannelli inferiori come un trittico del Moretto e nei tre superiori un trittico di Giovan Battista Moroni, pensando che l'opera del Moretto fosse quella citata nella parrocchiale di Gavardo da Francesco Paglia nel 1660, finita poi a Gardone solo per essere stata qui depositata in attesa del trasferimento a Milano.
L'ipotesi del Gombosi viene radicalmente scartata da Camillo Boselli nel 1947, giustificando gli stretti rapporti fra i sei pannelli e analizzando anche stile e ruolo dei due angeli-volute, ritrovati l'anno precedente. Procede poi nell'analisi dei dipinti, che colloca in un periodo di "salda maturità", ma li trova molto autonomi e sganciati fra di loro: secondo il critico, l'idea del polittico, in quegli anni dominata dal polittico Averoldi di Tiziano appena giunto a Brescia e per questo caratterizzata da una forte unità d'insieme, non è qui resa al meglio, forse a causa della poca praticità dell'autore nel lavorare per scomparti. Notare, però, che il Boselli sembra dimenticare il paesaggio unitario che unifica idealmente i tre pannelli inferiori. Nello stesso momento, però, riconosce che la medesima impostazione a polittico consente al pittore di "risolvere per la prima volta nell'arte sua il problema di individuare un corpo nella luce senza bisogno di un appesantimento illuministico dell'ambiente", in particolare nell'Assunta, "che una gran mandorla di luce limita e definisce al centro del polittico".
Valerio Guazzoni, nel 1981, affianca l'opera alla Madonna col Bambino con i santi Rocco e Sebastiano di Pralboino e ad altre tele, componendo un grande capitolo dell'arte del Moretto "divenuta improvvisamente più attenta a certi valori dell'atmosfera, […] alla dolcezza di certe ombre". Il critico parla inoltre di una "nuova capacità di guardare persone e cose del mondo quotidiano con intensità di partecipazione, che va più a fondo nella ricerca di espressività". Gli esiti di questo atteggiamento, ormai avviato verso tutte le prossime opere "contemplative" del Moretto, sono rintracciabili nelle figure dei santi, "che traggono dall'accostante spirito francescano la loro misura, la loro peculiare inflessione". Guazzoni, infine, mette in relazione questa ricercata dolcezza con la crescente influenza che sant'Angela Merici stava avendo in quegli anni a Brescia, i cui risultati sono "una pietà che provoca all'azione, attenta agli uomini e alle cose".

## Altre immagini

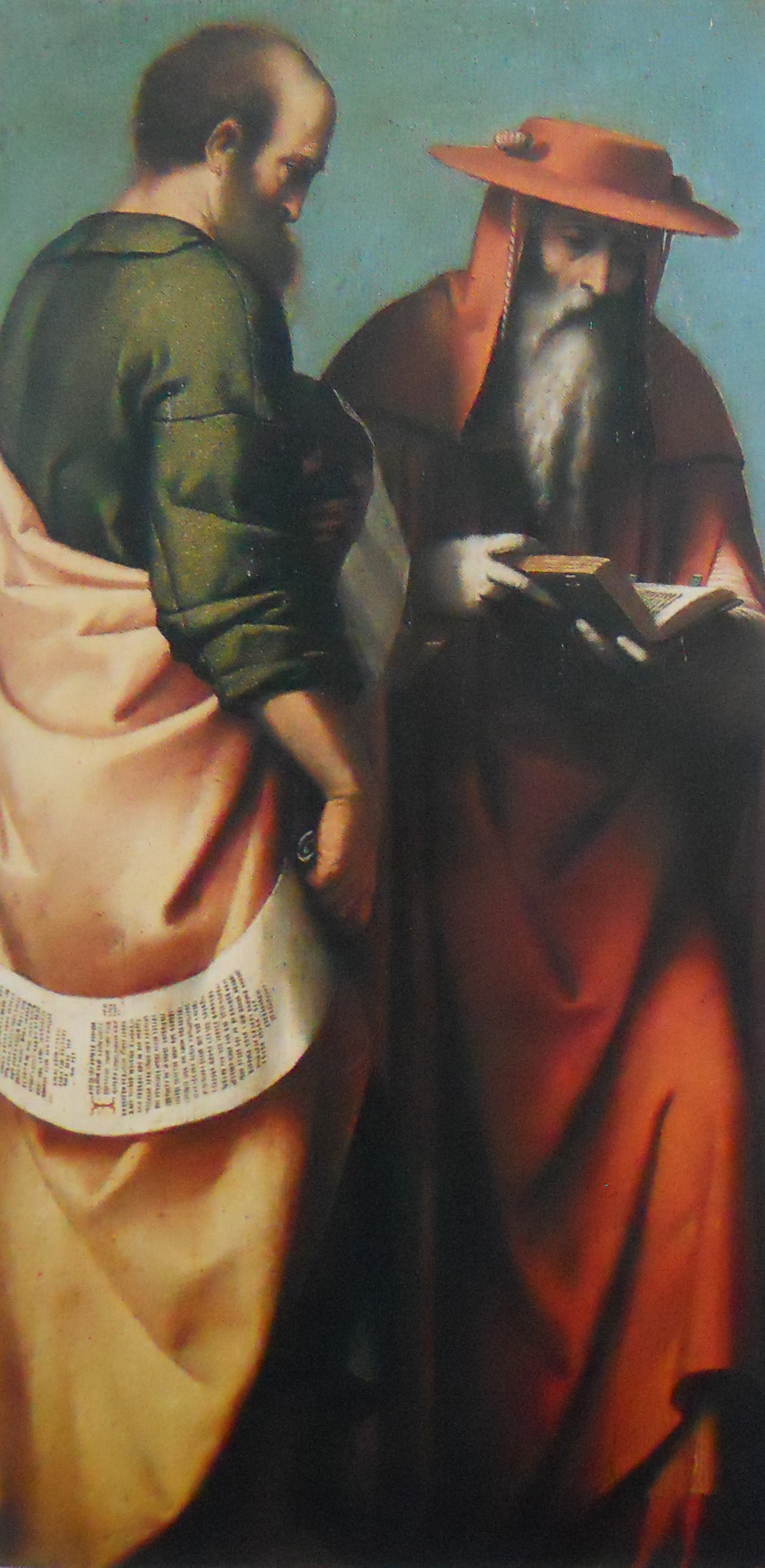
I Santi Girolamo e Paolo
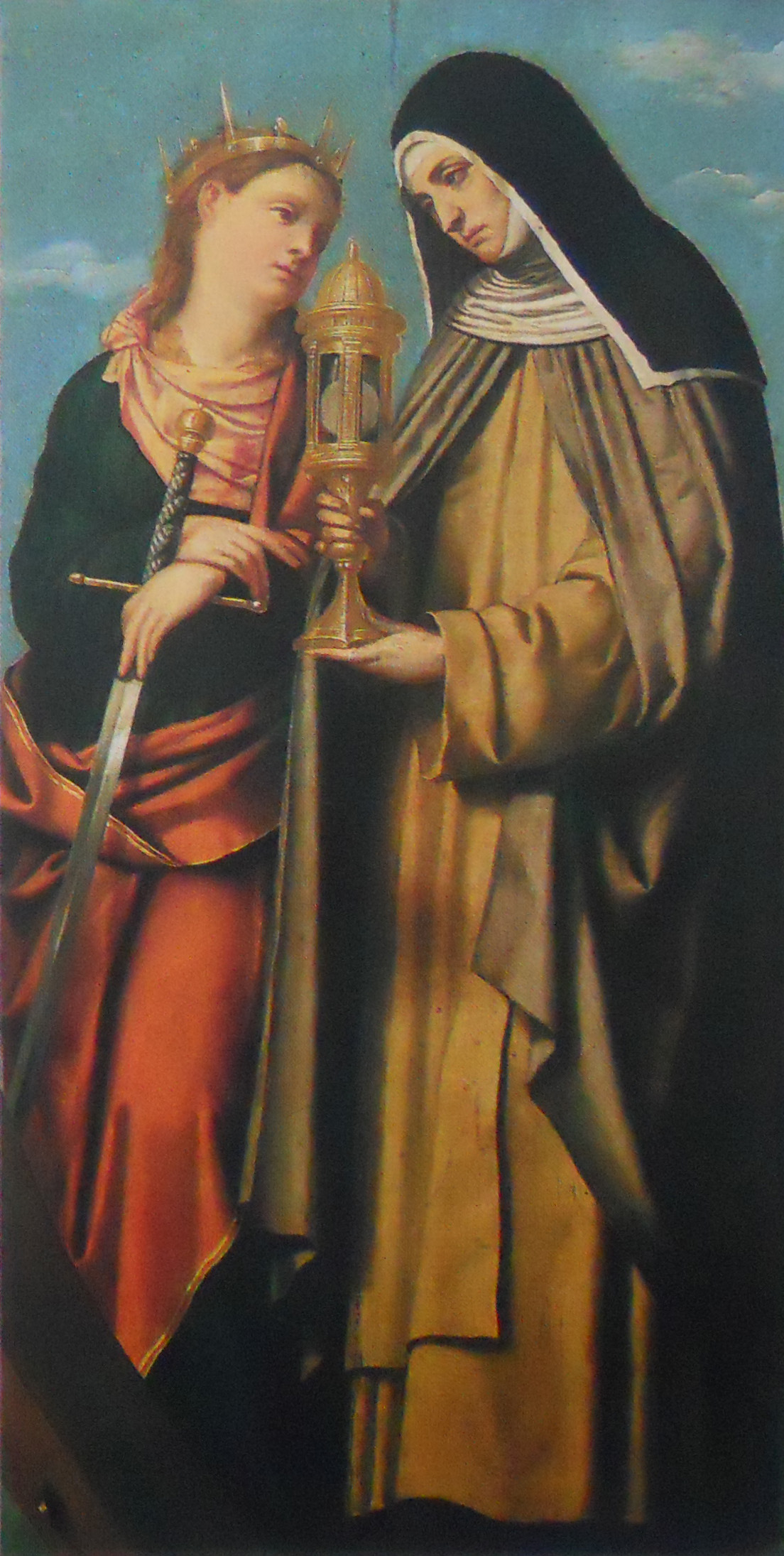
Le Sante Caterina d'Alessandria e Chiara
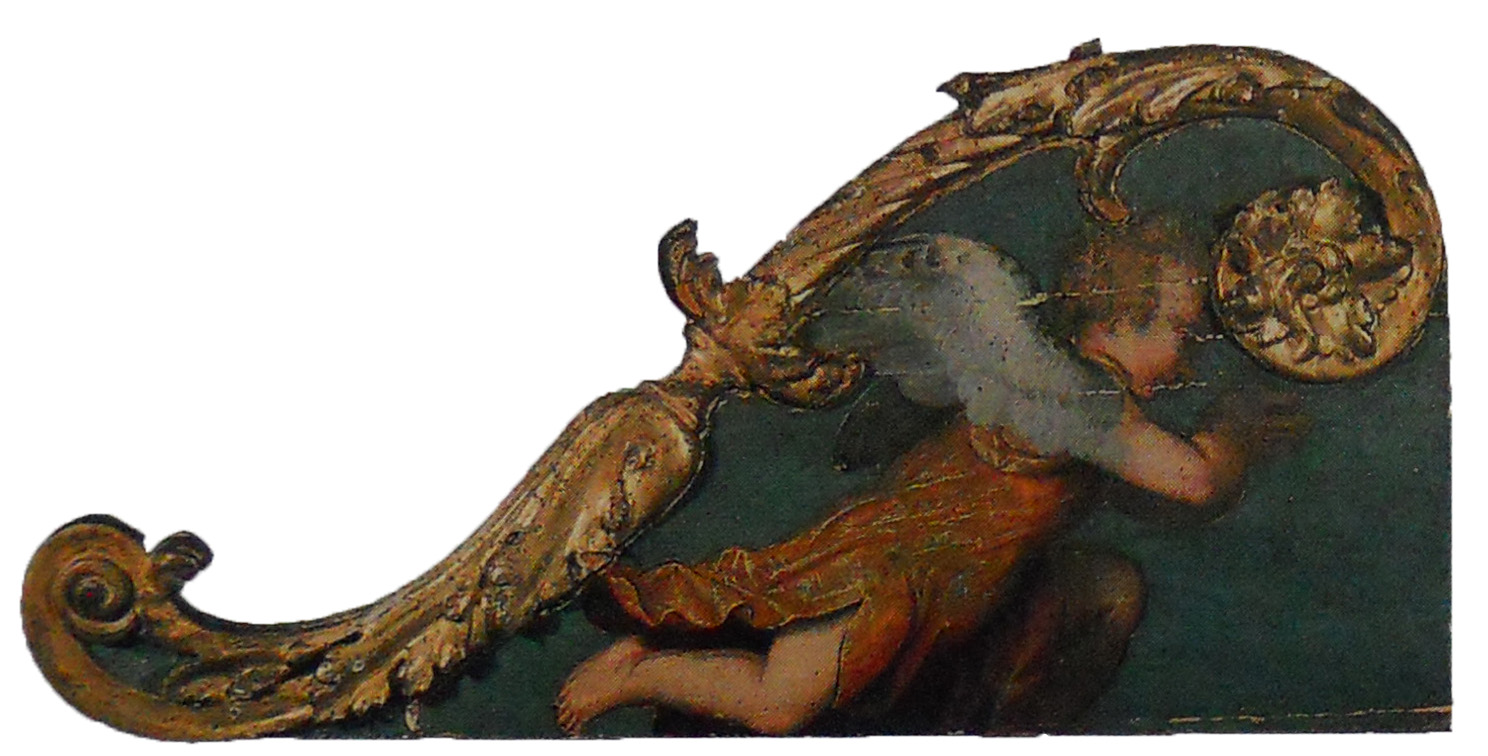
L'Angelo in volo sinistro
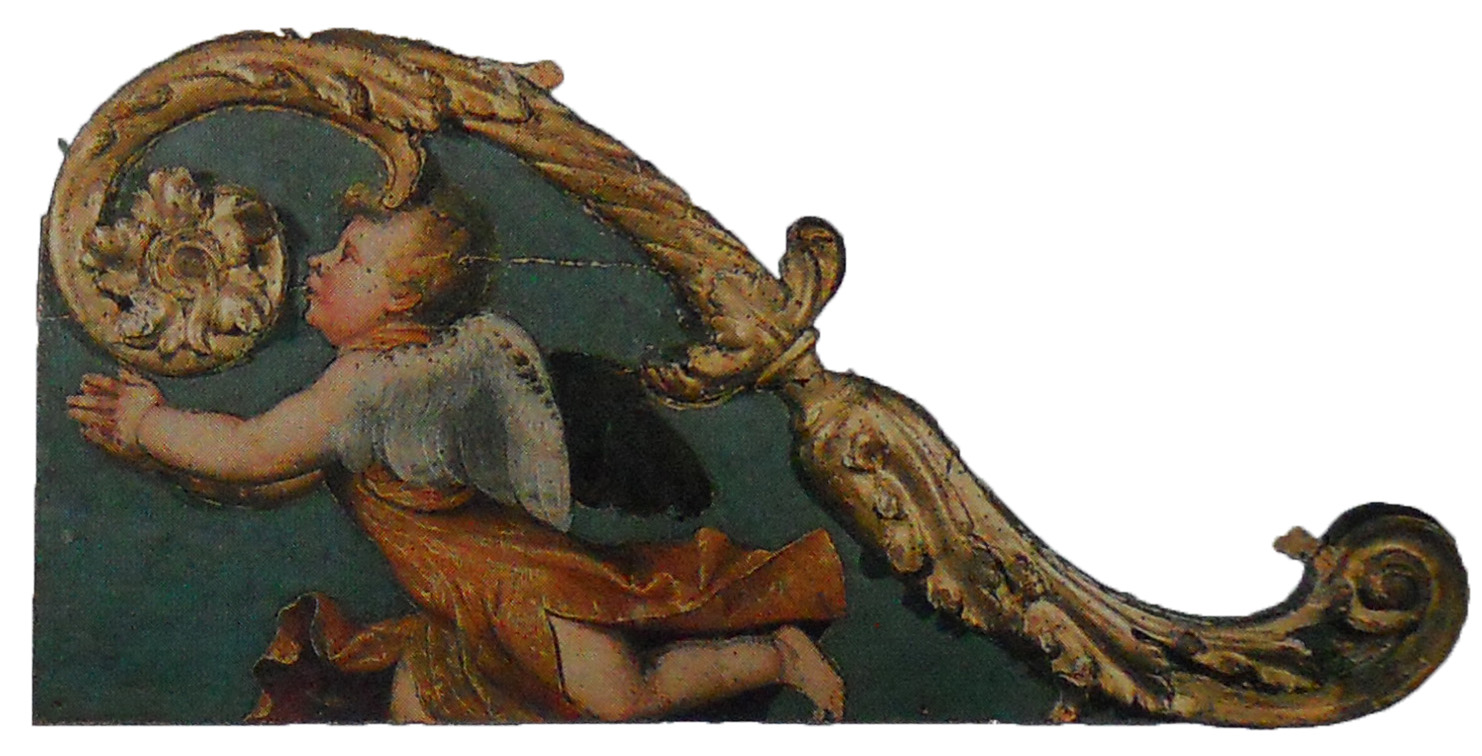
L'Angelo in volo destro